# 明日があるさ (テレビドラマ)
『明日があるさ』（あしたがあるさ）は、2001年4月21日から6月30日まで毎週土曜日21:00 - 21:54（JST）に、日本テレビ系の「Saturday Drama」枠で放送された日本のテレビドラマ。主演は浜田雅功。
全11回で、平均視聴率は19.3%であった（最高視聴率は初回の29.0%・関西地区の初回の最高視聴率は30.0%。なお、初回の29.0%は2021年現在、民放の連続ドラマ初回視聴率史上歴代7位の記録であり、日本テレビでは歴代1位）。

## 概要
当初、日本コカ・コーラの主力商品の一つ「ジョージア」のCM内ドラマとして登場した。その後、シリーズ化されたCMのタイアップ企画として日本テレビ系列でテレビドラマ化された。その際、設定や大半の出演者はCMから引き継がれている。
出演者は主に吉本興業所属のタレントが起用された。総合商社を舞台に不況と闘うサラリーマンとその家族を主軸に描いた作品である。主演の浜田雅功の相方である松本人志は前年の同クール同時間帯に放送されていた『伝説の教師』で初の本格ドラマ出演を果たしたが、今作は数分の出演にとどまった（謎の男として数分のみ登場すると言う形になったため）。また、吉本興業のタレントと仲間由紀恵は、役名も芸名（または本名）と同一であった。また、ドラマではあまりないダウンタウンの2人の共演となった。
最終回の翌週である7月7日には、番組のNGシーンの特集が生放送された。この番組の最後に、当時の吉本興業社長・林裕章が登場し、本ドラマを映画化すると発表した。
2002年には、1月12日にスペシャル版、10月5日に『明日があるさ THE MOVIE』（あしたがあるさ ザ・ムービー）として映画化された。映画はドラマの2年後という設定で、ドラマ版とは設定が異なっていた。設定の主な変更点は、社屋の変更また吸収合併のくだりがなくなっている・橋本部長の定年・登場社員のリストラ（13課が吉本所属タレントのみになった）など。
なお、番組終了後も数本のシリーズCMが放送されている。浜田が独立し「ナンデーモ・カンパニー」という会社を設立するという展開になり、「明日があるさシリーズ」のCMは終了した（後述）。CMからテレビドラマに発展した例として本作のほかに『父と息子の男旅』が存在する。

## キャスト

### トアール・コーポレーション（東証二部上場）

#### 営業13課
浜田（課長）〈37〉
演 - 浜田雅功（ダウンタウン）
この物語の主人公で営業13課の課長。急死した前課長の後任として大阪本社から異動して来た（急死した前課長は自身と偶然同い年であり、37歳の若さで急死した）。妻子持ちのサラリーマンであり、どんな仕事でも気合入れてやるというところがある。そのおかげで暗い13課が一気に明るくなり、色々な仕事で成功していく。営業13課の次期担当部長の座を狙って張り切っていたが、トアール倒産後は子会社へ出向する。
藤井
演 - 藤井隆
浜田のよき理解者でもあり、浜田と行動し、もしくはアシスタントをする。一時は営業1課に異動するも、13課に戻る。無類のラーメン好き。はりきりすぎて、空回りする一面がある。
東野
演 - 東野幸治
営業13課の主任。眼鏡をかけている。仕事に対するやる気はあるものの、すぐに挫折しやすい。
田中
演 - 田中直樹（ココリコ）
大柄な体に似合わず常におどおどしているが、仕事に対しては非常に真面目で、その点では浜田に評価されている。また劇場版では、会社や家族に黙っていた有人ロケット開発を初めて打ち明けた人物でもある。また、CMでは山田と恋人同士となり、社内結婚までする。
遠藤
演 - 遠藤章造（ココリコ）
仕事より女に走る上に、あきらめるのも非常に早い。今時の若者である。
間〈45〉
演 - 間寛平
営業13課の室長補佐。仕事に失敗して頭を下げるべき所で下げられなかったことにより窓際族になった過去を持つ。常に川柳を書いており、彼の周りにはテープが貼られている。加茂本部長とは旧知の仲でもある。
真島
演 - 吹越満
営業13課の課長代理。13課にいながら、影で望月の側近に回りスパイ同然の行動をしばし取る。営業13課の次期課長の座を狙って張り切っている。
橋本隆治〈63〉（部長）
演 - 伊東四朗
営業13課の担当部長。浜田他部下を暖かい視線で見守っている。バツイチで娘が一人いる。次期営業本部長の座を狙って張り切っていたが、終盤ではトアールを退社する。その後引越センターで働いていたが、その最中に突然倒れて入院する。

#### 営業1課
望月〈37〉
演 - 柳葉敏郎
浜田と同期の営業1課の課長。エリートコースを歩む。自分の目的のためには手段を選ばず、自身のミスを立場を利用し藤井になすり付けたり、真嶋を利用して13課の手柄を横取りすることも多々あったが、終盤では会社自体が危うくなったこともあり協力的になる。重度の糖尿病を患っていたが、営業1課の次期担当部長の座を狙って張り切っているためその出世の妨げになるとして会社には隠していた。

#### 審査部
阿部 美由紀〈29〉
演 - 稲森いずみ
独身で男よりも仕事を愛する女。営業13課の仕事については彼女が考えている。最初は浜田を嫌悪していたものの、徐々に打ち解け惹かれていく。ラーメン好き。

#### その他職員
加茂
演 - 青島幸男
営業本部長。トアール倒産後は左遷に遭う。
仲間
演 - 仲間由紀恵
受付。会社ではマドンナ受付譲で、可愛いルックスから、いつもいろいろな人から声を掛けられる事が多い。また、プライベートでも同僚の山田と仲が良く、CMでは浜田と共に英会話教室にも通っている。
山田
演 - 山田花子
受付。作中で何度か田中に好意を持つそぶりを見せており、ジョージアのドラマCM版では田中と結婚式を挙げている。
近藤
演 - 小浦一優
肥満体型の男性社員。いつも何かを食べている。
- 山崎 - 土屋久美子
- 田村 - 板谷由夏
- 小谷 - 山本恵美
- 上室多惠 - 平田裕香

### その他
謎の男
演 - 松本人志（ダウンタウン）
様々な姿で浜田の前によく現れ、浜田とはいつもコントのような掛け合いになる（第2話と第5話、第8話を除く）。その正体はただのエキストラ（通行人）であった。
第1話ではエレベーター内にてサイクリンガーとして登場。
第2話では街角で路上ライブする演歌歌手「握拳ケン（にぎりこぶし ケン）」として登場。
第3話ではバスの中で居眠りする客として登場。
第4話ではビルの清掃員として登場。
第5話ではファミレスのトイレの前にてカップルの男として登場。
第6話では浜田の住むマンションの前にて愛犬家として登場。
第7話では飲酒検問をする警察官として登場。
第8話では西川きよしの選挙を応援する「胸毛剛（むなげ ごう）」という男として登場。
第9話では街角にて大きな看板を持つ人として登場。
第10話ではファミレスの店長として登場。
最終話では『ダウンタウンのガキの使いやあらへんで!』の番組ロケシーンにて松本人志として登場。
スペシャルではタクシー運転手や宇宙飛行士として登場。
映画では医者として登場。
浜田 貞代〈32〉
演 - 相楽晴子
明るく優しい妻。長女ほのか、次女ひとはの母。元々はトアール・コーポレーションの女性社員であり、女性用の化粧用品をヒットさせた経歴を持つ。その際に浜田と知り合い結婚する事となった（公式ガイドブックにて）。しかし、子供の中学受験で夫が身勝手な発言をした為に、家から追い出すという暴挙に出た事がある。

### ゲスト
第1話 「燃える新課長!?」
- 浜田と望月の同期 - 清水圭

第2話 「初恋のメッセージ」
- みのもんた - みのもんた
- 神田ひとみ - 戸田麻衣子

第3話 「恐怖のリストラ!!」
- 浅田国太郎（元営業12課課長・リストラにて退職） - 岸部四郎
- 堺光太郎（仁成堂社長） - 徳井優

第4話 「激安ラーメン戦争」
- 桜木（ゴールデンラーメン社長） - ラサール石井
- 高木三郎 - 綿引勝彦
- 高木千鶴 - 小西真奈美
- 林家ペー
- 林家パー子

第5話 「赤毛の新入社員!!」
- 田村 - 田村淳（当時ロンドンブーツ1号2号）（スペシャル）

新入社員。コロンビア大学出身で優秀だが、人に謝る事を知らない。
- マイケル富岡
- 福留 - 藤木孝

第6話 「恐怖のクレーマー襲撃事件」
- 高田 - 力也
- 神田うの
- 児玉 - 橋龍吾
- 警備員 - 藤村俊二
- 角替和枝
- 不審者（森村貢） - 綾田俊樹

第7話 「健康ダイエット!!」
- マッスル佐々木 - 藤岡弘、

第8話 「働く女の誕生日!」
- 佐伯ローザ（ローズカンパニー社長） - 深浦加奈子
- 西川きよし - 西川きよし

第9話 「13課恋愛中毒!!」
- 橋本久美子 - 水川あさみ

第10話 「倒産! 橋本部長涙のリストラ送別会」
- 上村 - 勝村政信
- 折原 - 松重豊
- 谷口 - 赤井英和
- 村上知子
- 花紀（専務） - 花紀京（第11話）

最終話 「奇跡のサラリーマン!!」
- 辰野 - 細川俊之
- 田村 - 田村亮（当時ロンドンブーツ1号2号）

前記の映画版では13課の一員として出演。
- 西田 - 笑福亭鶴瓶
- Fayray
- 山崎邦正 - 山崎邦正
- ヘイポー - 斉藤敏豪
- 菅賢治

スペシャル 「がんこ江戸前寿司の絆!!目指せ臨時ボーナスVS究極回転寿司」
- 桂三枝（現・六代目桂文枝）
- 宇津井健
- 筧利夫
- 石丸謙二郎
- 平泉成
- 蔵野孝洋（130R）
- 須永慶
- 山路和弘

## スタッフ
- 脚本 - 高須光聖、多摩栞、大野敏哉、羽原大介、宮原氣、堀部圭亮、山崎淳也
- 音楽 - 佐橋俊彦
- 演出 - 三枝孝臣、李闘士男、岩本仁志
- 主題歌 - Re:Japan「明日があるさ」
歌自体は全部で12番まであったが、実際流れたのは一部分だけであった。
第1話、第2話、第6話 - 最終話は浜田verと全員ver
第3話は東野verと全員ver
第4話は浜田verと藤井verと全員ver
第5話は浜田verとロンブーverと全員ver
スペシャルと映画版は浜田verとダウンタウンverと全員ver×2
- 挿入歌 - Fayray「Baby if,」
- 選曲 - 仲西匡
- 美術デザイン- 高野雅裕
- 効果 - 小川広美（東洋音響）
- オープニングタイトル - まんが道（守屋健太郎+ ニック・スミス）
- 技術協力 - NTV映像センター、バスク
- オーガナイザー - 白岩久弥
- 企画 - 佐藤敦
- プロデュース - 河野英裕、岡本昭彦
- 協力 - 吉本興業、ワイズビジョン、泉放送制作
- 製作著作 - 日本テレビ

## 受賞歴
- 連続ドラマ（2001年）
  - 第29回ザテレビジョンドラマアカデミー賞
    - 新人俳優賞（田中直樹）
    - ザテレビジョン特別賞

## 放送日程
連続ドラマ
| 各話                                                       | 放送日        | サブタイトル（ラテ欄）           | サブタイトル（放送時）   | 脚本     | 演出     | 視聴率 |
| ---------------------------------------------------------- | ------------- | -------------------------------- | ------------------------ | -------- | -------- | ------ |
| 第1話                                                      | 2001年4月21日 | 燃える新課長!?                   | 13課は燃えているか!?     | 高須光聖 | 三枝孝臣 | 29.0%  |
| 第2話                                                      | 2001年4月28日 | 初恋のメッセージ                 | 涙のファイナルアンサー   | 高須光聖 | 三枝孝臣 | 20.6%  |
| 第3話                                                      | 2001年5月05日 | 恐怖のリストラ!!                 | その男、リストラにつき。 | 多摩栞   | 李闘士男 | 21.9%  |
| 第4話                                                      | 2001年5月12日 | 激安ラーメン戦争                 | 愛しの、ラーメン娘       | 大野敏哉 | 岩本仁志 | 23.1%  |
| 第5話                                                      | 2001年5月19日 | 赤毛の新入社員!!                 | 新入社員田村登場!        | 羽原大介 | 三枝孝臣 | 20.9%  |
| 第6話                                                      | 2001年5月26日 | 恐怖のクレーマー襲撃事件         | 浜田課長の一番長い日。   | 宮原氣   | 李闘士男 | 16.1%  |
| 第7話                                                      | 2001年6月02日 | 健康ダイエット!!                 | ダイエット大作戦         | 大野敏哉 | 岩本仁志 | 17.9%  |
| 第8話                                                      | 2001年6月09日 | 働く女の誕生日!                  | 涙のバースデー           | 宮原氣   | 岩本仁志 | 16.3%  |
| 第9話                                                      | 2001年6月16日 | 13課恋愛中毒!!                   | 橋本部長、最後の恋。     | 羽原大介 | 李闘士男 | 15.1%  |
| 第10話                                                     | 2001年6月23日 | 倒産! 橋本部長涙のリストラ送別会 | 新しい上司はフランス人。 | 大野敏哉 | 岩本仁志 | 15.4%  |
| 最終話                                                     | 2001年6月30日 | 奇跡のサラリーマン!!             | さらば、愛しき13課       | 高須光聖 | 三枝孝臣 | 15.8%  |
| 平均視聴率 19.3%（視聴率は関東地区・ビデオリサーチ社調べ） |               |                                  |                          |          |          |        |

スペシャル
| 放送日        | サブタイトル                                           | 脚本              | 演出     | 視聴率 |
| ------------- | ------------------------------------------------------ | ----------------- | -------- | ------ |
| 2002年1月12日 | がんこ江戸前寿司の絆!!目指せ臨時ボーナスVS究極回転寿司 | 堀部圭亮 山崎淳也 | 岩本仁志 | 17.6%  |

## 劇場版
『明日があるさ THE MOVIE』（あしたがあるさ ザ・ムービー）は、2002年10月5日に公開されたテレビドラマの劇場版。監督は岩本仁志。主演は浜田雅功。

### キャスト（劇場版）

#### トアール・コーポレーション
営業13課
- 浜田（課長） - 浜田雅功（幼少期 : 泉澤祐希）
- 東野（主任） - 東野幸治
- 遠藤（平社員） - 遠藤章造
- 田中（平社員） - 田中直樹
- 亮（平社員） - 田村亮（当時ロンドンブーツ1号2号）
- 間（室長補佐） - 間寛平
- 橋本部長 - 伊東四朗（特別出演）

営業1課
- 望月（課長） - 柳葉敏郎
- 上条沙紀 - 酒井美紀
- 藤井（平社員） - 藤井隆

他の職員
- 加茂本部長 - 青島幸男
- 花紀専務 - 花紀京
- 淳（平社員） - 田村淳（当時ロンドンブーツ1号2号）
- 仲間（受付嬢） - 仲間由紀恵
- 山田（受付嬢） - 山田花子

#### その他
- 謎の男（医者） - 松本人志
- 野口仁助 - 中村嘉葎雄
- 浜田貞代 - 相楽晴子

### スタッフ（劇場版）
- 監督 - 岩本仁志
- 製作総指揮 - 林裕章、萩原敏雄
- 音楽 - 椎名KAY太 (オーケストレーション・池頼広)
- 脚本 - 高須光聖、坂東賢治
- 特撮監督：尾上克郎
- オプチカルサウンド・リレコーディング：西尾昇
- 主題歌 - Re:Japan「明日があるさ」
- エンディングテーマ - Fayray「touch me, kiss me」

## パチンコ
- 2005年、このドラマをモチーフにしたパチンコ機がビスティよりリリースされた。

「CR明日があるさ よしもとワールド」

## 備考
- CMの放送前には、山崎邦正（現：月亭方正）も会社の清掃員として出演予定だったが、後輩のココリコが社員役であることに納得がいかず断ったという。後にこのドラマ化され大ヒットとなったことで、同局の『ダウンタウンのガキの使いやあらへんで!!』において、出演しなかったことを後悔していた。その後悔からか最終回に本人役出演を果たしている。『明日があるさ THE MOVIE』公開時にも「僕が出てない映画なんて見んでいいからね」「しょーもない奴ばかり集めて」と発言していた[4][注 2]。
- ジョージアの「明日があるさ」シリーズのCMはその後、新シリーズとして独立後の浜田達を描いた「ナンデーモ・カンパニー編」が開始され、前作から続投の浜田・藤井に加え、新キャストとして雨上がり決死隊、中川家、吉岡美穂、乙葉が出演したが、明確に最終回といえるバージョンが放送されないまま2003年8月に終了し、シリーズは完結した。その後、2010年以降松本、浜田がジョージアの「エメマンバトル」CMに出演しているほか、2011年には松本、浜田が「男ですいません」の販売機用ポスターにも使用されている。
- 第1話でゲスト出演した清水圭の出番は準備稿と決定稿とで半分ほど削られ、見せ場だったとされる場面も丸々カットされた。清水は、説明がなければ出演を辞退すると憤っていたが、プロデュース担当の岡本昭彦の説得によって予定通り出演することになった。ただし、清水によると岡本の説得内容は「テレビ局もスポンサーも清水圭は要らんと言うてる」「会社のやり方に文句があるなら、いつ辞めてもらってもいい」という恫喝だったという[5]。
- 話の内容の一部が浦沢直樹の短編漫画『NASA』に酷似していることが話題になった[要出典]。
- 主演の浜田はコーヒーが苦手である。

## 関連商品
- 明日があるさ DVD-BOX（バップ、2001年10月5日発売）